# Kate Gleason
Catherine Anselm Gleason (Rochester, Nueva York, 25 de noviembre de 1865 – Ib., 9 de enero de 1933) fue una ingeniera civil y emprendedora estadounidense que destacó en el campo predominantemente masculino de la ingeniería y por su trabajo filantrópico.

## Primeros años y Gleason Works
Catherine Anselm Gleason fue la mayor de cuatro hermanas, hija de William y Ellen McDermott Gleason de Rochester, Nueva York, emigrados de Irlanda. 
Su padre era el dueño de una compañía de máquina-herramienta, llamada después Gleason Works, que se convirtió en uno de los fabricantes más importantes de herramientas de corte de engranajes del mundo. Su hermanastro Tom, que trabajaba con su padre, murió de fiebre tifoidea a los 11 años. Entonces Catherine comenzó a trabajar a los 12 años para su padre. 
En 1884, se convirtió en la primera mujer en ser admitida para estudiar ingeniería en la Universidad de Cornell en Ithaca, Nueva York. Sin embargo, no pudo completar sus estudios en Cornell debido a su trabajo en la fábrica. 
Más tarde continuó sus estudios en el Instituto de Mecánica, rebautizado como Instituto Rochester de Tecnología.
Siguió siendo la tesorera y comercial de Gleason Works. 
En 1893, recorrió Europa para expandir el negocio de la compañía, siendo una de los primeros fabricantes americanos que intentó globalizar su negocio. Más adelante, las ventas internacionales llegaron a suponer casi 3/4 del negocio de la compañía.

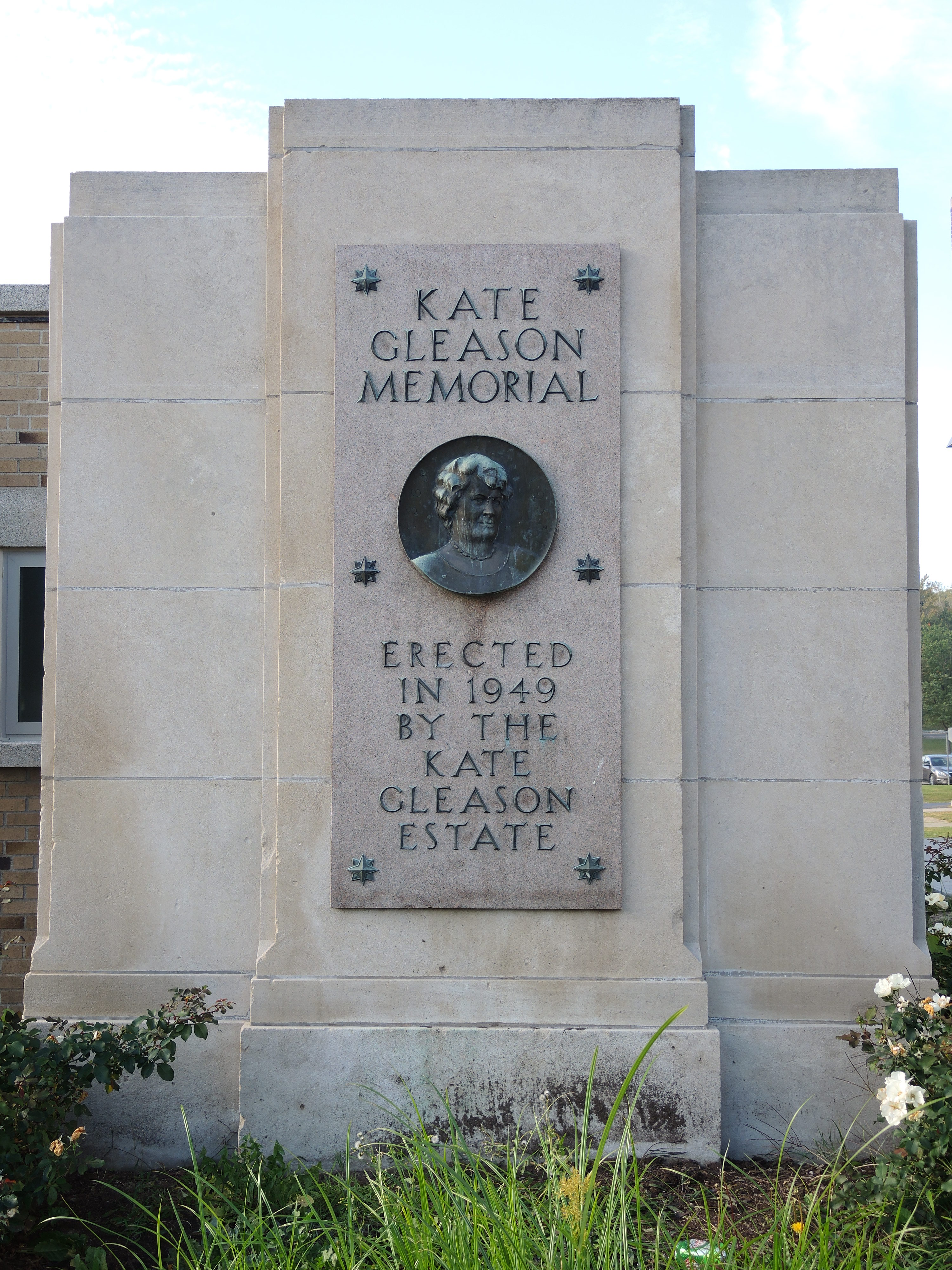
Monumento en East Rochester, Nueva York

## Trayectoria Tras Gleason Works
Debido a conflictos con su familia, abandonó Gleason Works en 1913 y comenzó a trabajar para el Ingle Machining Company el 1 de enero de 1914 donde se convirtió en la primera mujer nombrada administradora concursal de una bancarrota. Consiguió restaurar la compañía y refinanciar sus deudas devolviendo la compañía a sus accionistas antes del fin de 1915. 
Después ayudó a que en East Rochester se lograra la financiación y construcción de 8 fábricas para varias compañías.
En 1914, se convirtió en la primera mujer en ser miembro de la Sociedad Americana de Ingenieros Mecánicos, representando a la sociedad en la Conferencia de Poder Mundial en Alemania. 
En 1918, fue nombrada presidenta del Primer Banco Nacional de East Rochester mientras el presidente anterior fue reclutado en la Primera Guerra Mundial. Durante este periodo asumió un préstamo para terminar la construcción de las viviendas que había iniciado el anterior tomador del préstamo. Así impulsó sus esfuerzos humanitarios en Rochester, creando ocho compañías, una de las cuales construía viviendas para la clase media. 
Después probó la construcción de viviendas ignífugas baratas desarrollando un método de vertido de hormigón que ella misma desarrolló. Describió su exitoso método en un artículo de la publicación Concrete (Hormigón), en 1921 titulado "Cómo las mujeres construyen viviendas para vender con un Beneficio de $4000". 
Más tarde, abandonó Rochester para buscar nuevas oportunidades empresariales en Carolina del Sur y California.
En la década de 1920  reconstruyó para ella misma un castillo en Septmonts, Francia, además de contribuir a la reconstrucción de las ciudades circundantes para ayudarlas a recuperarse de los daños que dejó la guerra mundial. Durante este periodo también visitó California para estudiar los edificios de adobe. 
En 1924 la ciudad de Berkeley, California le pidió ayuda para su reconstrucción tras unos incendios. A finales de los años 20 del siglo XX, comenzó la construcción de más edificios de hormigón en Sausalito, California, pero no tuvo tanto éxito como con sus edificios en Rochester.
Después, desde su casa de invierno en Beaufort, Carolina del Sur,  planeó la construcción de una comunidad de apartamentos con jardín para artistas y escritores, pero solo 10 de estas casas se completaron en el momento de su muerte.

## Vida personal
Gleason apoyaba el sufragio femenino. Según se reflejaba en una cuenta de 1912  de Convención de la Asociación Americana del Sufragio Femenino, Gleason prometió $1,200 al movimiento uno de las mayores aportaciones. Muchos de las escrituras personales de Gleason reflejan sus contribuciones y las de su padre al sufragio de las mujeres.
Gleason veía el matrimonio como un obstáculo para su vida profesional y nunca se casó ni tuvo niños.

## Muerte y Legado

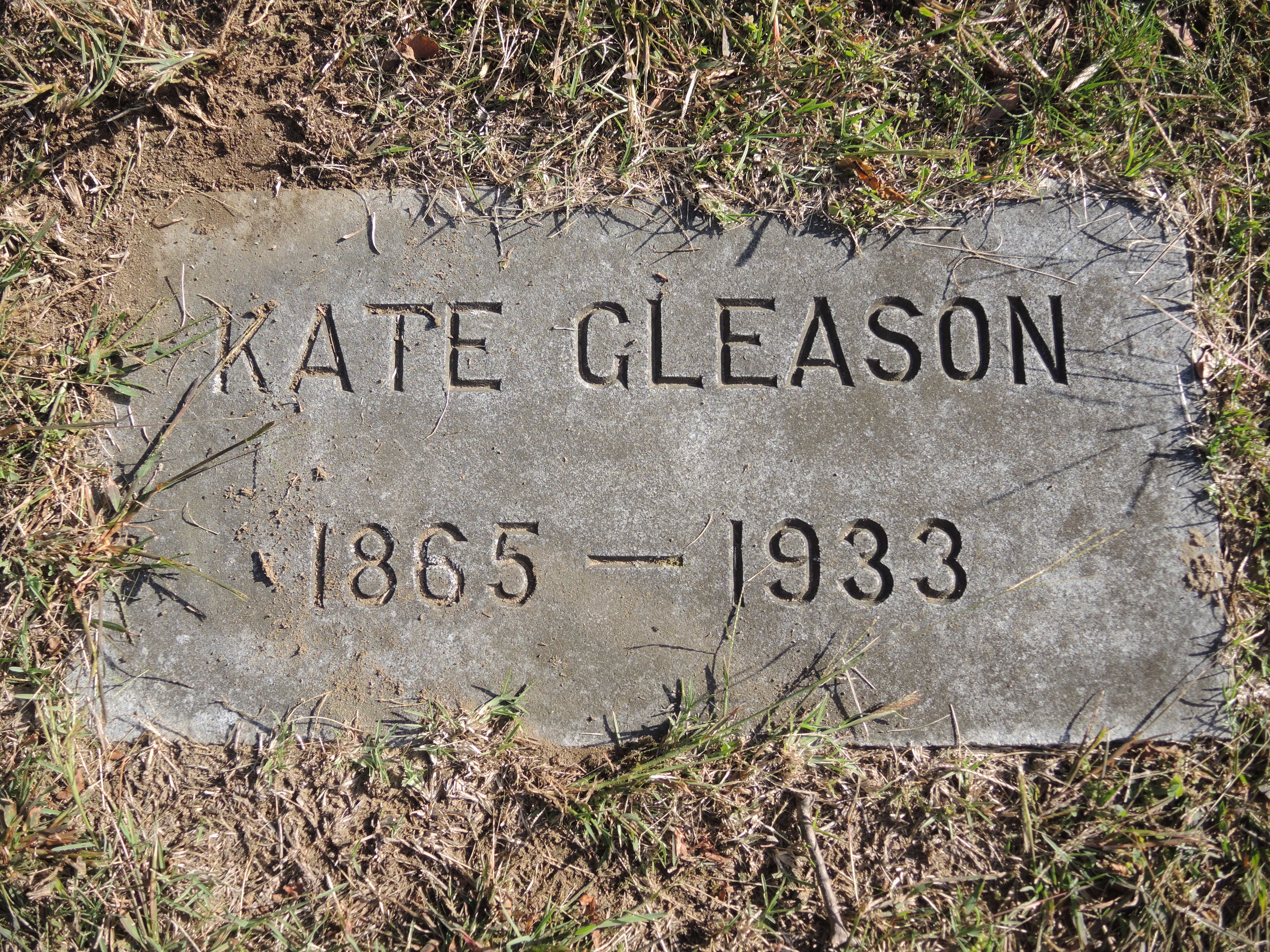
Lápida en el Riverside Cemetery

Falleció el 9 de enero de 1933 de neumonía. Fue enterrada en el cementerio Riverside de Rochester. Dejó en herencia gran parte de sus $1.4 millones de patrimonio a diversas instituciones de Rochester, como  bibliotecas, parques, y el Instituto Rochester de Tecnología. 
La Facultad de Ingeniería Kate Gleason en el Instituto Rochester de Tecnología fue nombrada en su honor, y su busto luce en el corredor. Además, la Kate Gleason Hall es la residencia universitaria del Instituto Rochester de Tecnología. Gleason Works sigue en activo y sigue mantiendo una fuerte conexión con el Instituto Rochester de Tecnología. En 2010, el Instituto Rochester de Tecnología lpublicó una colección de cartas de Gleason.

## Lecturas Relacionadas
- Colvin, Fred H. (1947), Sixty Years with Men and Machines, New York and London: Disponible como reimpresión de Lindsay Publicaciones (ISBN 978-0-917914-86-7). Prefacio por Ralph Flanders.

- Layne, Margaret E. (2009). Women in engineering. Pioneers and trailblazers. Reston, Va.: ASCE Press. ISBN 978-0784472354. OCLC 782925070.
- Gleason, Janis F (2010). The life and letters of Kate Gleason. Rochester, NY: RIT Press. OCLC 653121364.
- «Kate Gleason papers». Rare Books, Special Collections, and Preservation, River Campus Libraries, University of Rochester.